# Iskolai szociális munka
Az iskolai szociális munka története - NEMZETKÖZI KITEKINTÉS
Az iskolai szociális munka őshazájának az Amerikai Egyesült Államok tekinthető. Maga az iskolai szociális munka elnevezés is az amerikai „school social work” kifejezésből származik. „1906-ban az USA-ban három városban (Boston, Harford és New York) kezdtek el speciálisan iskolai szociális munkát folytatni.” (Herczog 1994: 27).
A gyermekmunka-ellenes törvény, a bevándorlás, illetve ezzel összefüggésben az esélyegyenlőtlenség hívták életre az ún. látogató tanárok munkakört, akik az iskola, a család és a közösség közötti kapcsolattartást végezték. 1916-ra már egyesületet hoztak létre (Herczog 1994: 25-27). Egy, az iskolakerülésről szóló 1917-es chicagói tanulmány szerint „szükség van olyan iskolalátogatási felelősökre, akik tisztában vannak a közösség szociális problémáival, és erre a feladatra a szociális munkások voltak a legalkalmasabbak” (Allen-Meares 1996: 25).
1922-ben Mary Richmond, az amerikai szociális munka egyik „alapítója”, a Mi a szociális esetvezetés? című munkájában dolgozta ki részletesen a "látogató tanárok" fő feladatait: figyelemmel kísérni és segíteni azokat a gyermekeket, akik szociális nehézségekkel küzdenek, betegek, csavarognak, családi problémáik vannak. „Eszközként a személyes ráhatást, a szülőkkel való kooperációt, a segítő intézmények és szolgáltatások beavatkozását, és akut esetben a gyermek környezetéből való kiemelését ajánlja” (Herczog 1994: 27).
Az 1930-as években az iskolai tanácsadáshoz hasonlóan az iskolai szociális munka is háttérbe szorult. 1940-60-tól kezdődően az iskolai esetvezetés bevett gyakorlattá vált, s a szakemberek hangsúlyozták a tanárokkal és az iskola dolgozóival való együttműködés szükségességét. Az iskolai szociális munkást olyan szakembernek tekintették, aki pszichoszociális kérdésekben az iskola segítségére lehet. Az 1970-es években az iskolai szociális munkát hivatalosan is elismerték, amikor beiktatták az 1975-ös, a fogyatékos gyermekek kötelező oktatásáról szóló törvényt (A törvény nevét 1990-ben módosították, most Fogyatékossággal élő személyek oktatására vonatkozó törvénynek hívják.).
A Szociális Munkások Országos Szövetsége NASW munkájának az eredménye az iskolai szociális munkás oklevél bevezetése lett 1992-ben, amikor először tartottak iskolai szociális munkás államvizsgát. (Allen-Meares 1996). 1994 júliusában az illinois-i Edwardsville-ben, hogy kidolgozzák az iskolai szociális munka protokollját. Megalapították az Amerikai Iskolai Szociális Munkások Szövetségét, és kidolgozták az alapszabályt.
Már a hatvanas évek végén Anderson – az USA-ban folyó iskolai szociális munka elméletével és gyakorlatával foglalkozó szakember – először tipizálja az iskolai szociális munka megjelenési formáit, és az alábbi négy modellt különbözteti meg:
1. Hagyományos klinikai modell
A legismertebb és sokáig a legtöbbek által használt modell. Fő jellemzője, hogy arra az egyénre, tanulóra fókuszál, akit szociális, érzelmi problémái akadályoznak a tanulásban
2. Iskola-változtató modell
E modell az iskola miliőjét, különösen az iskola intézményes politikáját, gyakorlatát, továbbá az iskolai normákat és körülményeket állítja a középpontba. A modell célja azonosítani és megváltoztatni a diszfunkcionális iskolai normákat és körülményeket, továbbá változásokat elősegíteni az intézményes politikában.
3. Társadalmi kölcsönhatás modell
Elsősorban az egyének és csoportok tetteinek kölcsönhatására összpontosít. A beavatkozás elsősorban a felek – tanulók, tanulócsoportok, családok, az iskola és a közösség – közötti kölcsönhatások fajtájára, minőségére irányul. A szociális munkás a felek közötti jobb megértést igyekszik elősegíteni, továbbá koordinálja a felek közötti kölcsönös segítési rendszer kialakulását.
4. Közösségi iskolai modell
A közösségi iskolai modell a hátrányos helyzetű közösségeket tartja célpontjának. Úgy véli, hogy ezek a közösségek félreértik az iskolát, és nem bíznak benne. A program célkitűzései közé tartozik, hogy fejlődjön ki közösségi megértés és támogatás, jöjjenek létre hátrányos helyzetű gyerekeket segítő programok, illetve hogy szűnjenek meg a hátrányos megkülönböztetések és körülmények. (Allen-Mearres-Washington-Welsh 1993).
Ökológiai modell
Az 1990-es évek derekán az USA-ban mindinkább az iskolaközösség-tanuló kapcsolatrendszert és kölcsönhatásait egyszerre figyelembe vevő és befolyásoló, Florance Costin nevéhez kötődő ökológiai modell terjedt el, amelynek célkitűzése, hogy a diákokat segítsék a szociális kompetencia kialakításában, az iskolát pedig érzékennyé tegyék a gyermek szükségletei iránt. A szociális munkás ebben a modellben a gyermekkel, a családdal és az iskolával egyaránt kapcsolatban áll, az egészre koncentrál, egyszerre veszi tekintetbe a környezet és a személyiség komplexitását. Alapvetően tehát az egészségre fókuszál, a rendelkezésre álló progresszív erőforrások felkutatására és alkalmazására törekszik annak érdekében, hogy a környezeti akadályok pozitív irányú átalakítását elősegítse (Balikó 2000:138).
Modern ökológiai modell
Napjainkban az USA területén az iskolai szociális munkában az előző modellek mellett megjelennek a korábbi elméletek továbbfejlesztései, amelyek aztán egymással akár párhuzamosan is létező értelmezési keretként működnek.
Itt említhető például az andersoni tradicionális klinikai modellen belül a gyakorlatban nagyobb hangsúlyt kapó bizonyíték-alapú módszer (Raines 2008), illetve a modern ökológiai szemlélet. Ez utóbbi magába integrálja a védő- és kockázati tényezők elmélet, illetve a reziliencia (rugalmas ellenállási képesség) jelenség kapcsán az elmúlt két évtizedben született kutatásokat, tudományos megállapításokat is. A reziliencia az alkalmazkodás sikeres módja. A stresszre adott adaptív válaszokat foglalja magába, a környezeti erőforrások kiaknázására való képességet jelenti (Wang-Haertel-Walberg 1999, idézi Gleason-Erin T. 2007). A reziliencia kifejezés az egyén, a család és a környezet olyan jellemzőire vonatkozik, amelyek lehetővé teszik a gyermek számára, hogy megbirkózzon a bizonytalan helyzetekkel (Fergus -Zimmerman 2005, idézi Gleason-Erin T. 2007). Az iskolai reziliencia elmélete szerint a család, az iskola, a kortárscsoport és a tágabb közösség egymást átfedő közegei összefüggenek egymással, és mind befolyásolják a tanulást (Gleason- Erin T. 2007).
E modellben az iskolai szociális munkások multidiszciplináris teamekben dolgoznak, munkamódszereikbe egyaránt beletartozik a konzultáció, a megfigyelés és a különböző szociális-adminisztrációs, illetve szűrő eszközök (pl.: SDS-strukturált kérdőív a speciális oktatási igény megállapításához) használata. Szívesen alkalmaz olyan viszonylag jól körülhatárolt metódusokat, mint az ún. erősségközpontú megközelítés, amely az egyén és a környezet rezilienciájának, tehetségének, kapcsolatainak és készségeinek számbavételén alapul, és a korlátok helyett inkább a lehetőségekre koncentrál.
A 20. század elejétől nyugat-európai országokban is megjelent az iskolai szociális munka, de kevésbé olyan intézményesült formában, mint a tengerentúlon. Németországban az amerikaitól eltérő hagyomány alakult ki: a szociálpedagógiáé, amely inkább az ifjúsági mozgalmakhoz áll közel, és különösen a szabadidős tevékenységek által nyújtott elsődleges prevenció révén kívánja biztosítani az iskolás gyermekek és fiatalok jó minőségű, társas kapcsolatait, megfelelő társadalmi beilleszkedését (Bányai 2000).
A szociálpedagógia kialakulása a 18. század végére tehető Németországban. Ekkor jöttek létre az első ipari- és szegényiskolák, amelyek az elszegényedett családok gyermekeinek gondozását, oktatását és nevelését vállalták fel. Alapvető céljuk volt a tanulók felkészítése a munkavállalásra, amely mellett megjelent kultúraközvetítő és -átadó funkciójuk is. A német pedagógiában megjelent az az igény, hogy a nevelést az egész életre kiterjesszék, különös tekintettel a társadalom alsó rétegeire, és ebben a társadalmi indíttatást hangsúlyozták. Kezdetben az iskola „normális tanulóival” és a gyermekvédelmi rendszer által definiált „eltérő gyermekekkel” szigorúan elhatároltan, egymás mellett zajlott a foglalkozás. Majd a hatvanas évek végén a két tevékenységet összekapcsolva kívánták tovább folytatni, amelynek következtében megjelentek az első segítő szakemberek az iskolákban.
Németországban az 1980-as évekre az iskolai szociális munka megjelenési formái az alábbiak voltak:
1. Alkalmazkodó típus
Az iskolai szociális munkás funkcióit az iskola szükségletei határozzák meg. Az oktatási folyamat zavartalansága érdekében a szociális munkást egyfajta „mindenesként”használják.
2. Innovatív típus
A szociális munka célja az iskola megváltoztatása: a teljesítményorientált oktatási intézményt szociálpedagógiai iskolává kívánja fejleszteni. A modell konfliktusokkal telített, a pedagógusok és a szociális munkások közötti együttműködést nehezíti.
3. A gyermekekre orientálódó iskolai szociális munka
A szociális munka közvetítő funkciója itt a legkifejezettebb a gyermekvédelem és az iskola között. Az iskolai szociális munkás saját módszerein keresztül – egyéni esetkezelés, szociális csoportmunka, közösségi munka – próbál meg preventív jelleggel a gyermek problémáira megoldást találni. Az iskolai szociális munka önálló intézmény, autonóm módon cselekszik, nincs az iskola vezetésnek alárendelve, de nem is szól bele az iskola berendezkedésébe, rendszerint független fenntartó finanszírozza. A családdal való szoros kapcsolattartás jellemzi gyakori családlátogatással (Balikó 2000: 141).
A kilencvenes évek közepén ez utóbbi, a gyermekekre orientálódó iskolai szociális munka modell látszott leginkább hatékonynak és követendőnek a magyarországi iskolai szociális munka kezdeti éveiben, kiegészülve azzal, hogy a szociális munkások rendszeres szupervíziós lehetőséggel élhessenek, és érdekképviseleti, illetve érdekvédelmi egyesületbe tömörüljenek (Kertész 1996, Balikó 2000).
Napjainkban Németországban tartományonként némileg eltérő modellek vannak, de döntő többségében az iskolai szociális munkásokat az iskolától független külső szervezet (önkormányzat vagy civil szervezet) alkalmazza oly módon, hogy az iskolai szociális munkás(ok) kizárólag egy iskolában, főállásban dolgoznak.
Talán a leggyakoribb modell az ún. Schulstation (iskola-állomás, megálló) program, amely Németország-szerte számos városban működik. Egy 1991-ben alapított civil szervezet, a Jugendwerk Aufbau Ost 2002 óta működtet ilyen iskola-állomást két berlini általános iskolában. Iskolánként az iskolai szociális munkásnak, illetve a munkáját segítő asszisztensnek jól felszerelt iroda, közösségi szoba, „lazító szoba”, valamint mediációs terem áll rendelkezésére. A modern iskolai szociális munka egyik kiindulópontja, hogy az egyre gyakoribb iskolai problémák okai (tanulási- és magatartási zavarok) komplexek, gyakran korábbi élmények kifejeződései. Az iskolai szociális szakembernek a családra egységként kell tekintenie, ahol a gyermek mint többnyire „tünethordozó” segít meglátni, hogy milyen – sokszor igen sokszínű –, akár a gyermek iskolai kiilleszkedéséhez is vezető problémák vannak a családi rendszerben. Éppen ezért az iskolai szociális munka az iskolát nem pusztán a diákok oktatási tereként, hanem mint élet- és tapasztalati tereként szemléli, amiben a tanulók nemcsak a biztatás és bizalom légkörét tapasztalják meg, hanem egy gyakorlati és életközeli támogatást is kaphatnak a problémáik rendezéséhez, hogy az életkoruknak megfelelően ki tudjanak bontakozni. (Takács 2008).
Az iskolai szociális munka sajátos magyarországi fejlődése szempontjából meg kell említenünk az 1990-es évek eleji Nagy-Britannia több városában – így a skóciai Perth-ben is – honos educational social worker (oktatási szociális munkás) szolgáltatásokat. Ezeket a szociális munkásokat a helyi önkormányzat oktatási osztálya alkalmazta, és leginkább olyan esetekkel dolgoztak, amikor az iskolalátogatási kötelezettség megszegése jelentette a kezdeti problémát. Egy szociális munkáshoz az adott körzet néhány iskolája tartozott. Az oktatási szociális munkáson kívül tantárgyi szaktanácsadók és pszichológusok voltak tagjai a teamnek. A szolgáltatásaik nem kötelezőek, és nem alkalmaztak hatósági intézkedéseket sem. Munkájukhoz igénybe vehették az adott iskoláktól független fejlesztő tanárok segítségét, például olyan esetekben, amikor a gyerekek saját erejükből nem tudtak lépést tartani társaikkal, esetleg egy hosszú betegség után kellett felzárkóztatni őket. Az oktatási szociális munkások esetkonferenciákat szerveztek például annak érdekében, hogy a problémás gyerek számára saját órarendet állítsanak össze, amely révén egy ideig külön tanulhatta azokat a tárgyakat, amelyekkel gondja volt. Ezeken a tanácskozásokon az oktatási szociális munkás mellett maga a gyerek, a szülő(k), a fejlesztő tanár, az iskola képviselője, illetve az adott esetben érintett más szakember is részt vett a problémamegoldás egyenrangú szereplőjeként. A szociális munkások a családgondozás mellett szerveztek iskolai programokat is, többek között tanköteleskorú várandós lányoknak csoportfoglalkozásokat, ahol gyermekápolási ismereteket is tanulhattak (Bányai 1997).
Mára az iskolai szociális munka világszerte elterjedt hivatás. Az Iskolai Szociális Munkások Nemzetközi Hálózata (International Network for School Social Work) szerint 2008-ban az alábbi 42 országban végeznek iskolai szociális munkát: Argentína, Ausztrália, Ausztria, Bahama-szigetek, Kanada, Kína, Dánia, Észtország, Finnország, Franciaország, Németország, Ghánai Köztársaság, Magyarország, Izland, India, Japán, Dél-Korea, Litvánia, Liechtenstein, Litvánia, Luxemburg, Macedónia, Málta, Mauritius Köztársaság, Mongólia, Hollandia, Új-Zéland, Norvégia, Pakisztán, Lengyelország, Oroszország, Srí Lanka, Svédország, Svájc, Tajvan, Egyesült Arab Emirátusok, Egyesült Királyság, Amerikai Egyesült Államok és Vietnam (www.internationalnetwork-schoolsocialwork.htmlplanet.com).